# Ingeborg Schwenzer
Ingeborg Schwenzer (25 de octubre de 1951, Stuttgart) es una jurista alemana y profesora de derecho privado y comparado en la Universidad de Basilea, Suiza. 

## Curriculum Vitae
Ingeborg Schwenzer estudió derecho en la Universidad de Friburgo, Alemania, y la Universidad de Ginebra, Suiza, de 1970 a 1975. De 1973 a 1975 trabajó como asistente estudiante en el Instituto de Derecho Administrativo de la Universidad de Friburgo, Alemania. En el año 1975, Schwenzer aprobó el Erste juristische Staatsprüfung (Primer Examen Estatal de Derecho) en la Universidad de Friburgo. En tal examen obtuvo el tercer lugar entre 209 candidatos.
De 1975 a 1976, Schwenzer estudió en la Universidad de California, Berkeley. En donde al final de sus estudios le fue otorgado el título de Maestro en Derecho con altos honores.
De 1977 a 1981, Schwenzer fue asistente investigador de Peter Schlechtriem en el Instituto de Derecho Internacional Privado y Comparado de la Universidad de Friburgo. En el año 1978 obtuvo el grado de Dr. iur. utr. por su tesis de doctorado titulada Die Freizeichnung des Verkäufers von der Sachmängelhaftung im amerikanischen und deutschen Recht (La excepción de responsabilidad del vendedor por defectos en las mercaderías conforme al derecho Estadounidense y Alemán). Por esta tesis le fue otorgado el reconocimiento Herrnstadt Award a la mejor tesis doctoral del año 1978.
De 1978 a 1980, Schwenzer realizó sus prácticas profesionales en Friburgo, Alemania. En el año 1980 aprobó el Zweite juristische Staatsprüfung (Segundo Examen Estatal de Derecho) y logró obtener el primer lugar entre 334 candidatos. 
De 1980 a 1987, Schwenzer fue docente de derecho privado y mercantil en la Verwaltungs- und Wirtschaftsakademie (Academia de Administración y Comercio) en Friburgo.
En el año 1986, Schwenzer fue nombrada docente en Phillips-Universität Marburg.
En el año 1987, Schwenzer completó su Habilitationsschrift con el título Vom Status zur Realbeziehung – Familienrecht im Wandel (Del status a la relación actual – derecho de familia en cambio) la cual fue aceptada por la Universidad de Friburgo. Schwenzer recibió entonces la venia legendi por derecho privado, derecho mercantil, derecho internacional privado y derecho comparado. Después fue Profesor sustituto de derecho privado, mercantil y laboral en la Universidad de Constanza. Al final de ese mismo año la Universidad de Colonia le ofreció el puesto de Profesor de derecho privado, mientras que la Universidad de Maguncia le ofreció la posición de Profesor de derecho privado, derecho internacional privado y derecho comparado. Schwenzer aceptó esta última oferta y fue nombrada profesora por la Universidad de Maguncia en diciembre de 1987.
En el año 1989 Schwenzer aceptó el cargo de Profesor de la Cátedra de derecho privado en la Universidad de Basilea, Suiza. Por consiguiente Schwenzer se volvió la primera profesora en una facultad de derecho en todo Suiza y la segunda profesora en la Universidad de Basilea. Tiempo después la Universidad de Kiel le ofreció el cargo de profesor de derecho privado alemán y europeo (1991) y la Universidad Humboldt de Berlín le ofreció el cargo de profesor de derecho privado (1995); ambas ofertas fueron declinadas. 
Desde 2010 al 2016, Schwenzer fue profesor adjunto en la City University de Hong Kong y del 2013 al 2016 en la Griffith University, Australia.
Desde 2014 Schwenzer es la Decana de SiLS - Swiss International Law School.
A través de los años Schwenzer ha sido profesor invitado en varias instituciones; de 1994 a 2002 en el del Instituto Europeo, Basilea, Suiza; en el año 2008 de la Universidad de Paris Val-de-Marne, Francia; en el año 2009 de la Universidad Victoria de Wellington, Nueva Zelanda; en el año 2010 de la Universidad Loyola de Chicago, EE. UU.; en el 2011 de la Universidad de Buea, Camerún; también en 2011 de la Universidad Bilgi de Estambul, Turquía; en el 2012 de la Universidad de Ankara, Turquía; también en el año 2012 la Pontificia Universidad Católica de Paraná, Brazil; en el 2013 de la Universidad de Oslo, Noruega; en el 2014 de la Griffith University, Australia; en el año 2015 de la Universidad de Dar el-Hekma, Yeda, Arabia Saudita.

## Áreas de Investigación e Interés
En su investigación académica, Schwenzer se enfoca particularmente en el derecho de las obligaciones, el derecho mercantil y el derecho de familiar. Además de ello, Schwenzer tiene un gran interés en el arbitraje y, en especial, en didáctica universitaria.

### El Proyecto Global Sales Law (Derecho Global de la Compraventa)
El Global Sales Law es un proyecto de derecho comparado en el campo del derecho de la compraventa y los contratos.

#### Global Sales and Contract Law (Derecho Global de la Compraventa y los Contratos)
La pieza central de este proyecto es el manual Global Sales and Contract Law (GSCL), cuyos autores son Ingeborg Schwenzer, Pascal Hachem and Christopher Kee. Este manual compara los derechos de la compraventa y los contratos en más de 60 países. Especialmente interesante de este manual es el enfoque de investigación completamente basado en el método comparativo funcional, que es contrario a de simplemente plasmar reportes separados por países. Los autores basaron su trabajo en las tesis doctorales de Mohamed Hafez (Arabia y Medio Oriente), Natia Lapiashvili (Europa del Este y Asia Central), Edgardo Muñoz (Iberoamérica), Jean-Alain Penda Matipe (África Central y Austral), y Sophia Juan Yang (Asia Sudoriental). Cada una de estas tesis presentó un trabajo derecho comparado sobre la familia de sistemas jurídicos respectivo, todos ellos supervisados por Schwenzer.

#### Comentario sobre la Convención de las Naciones Unidas sobre los Contratos de Compraventa Internacional de Mercaderías
Schwenzer edita el comentario líder sobre la Convención de las Naciones Unidas sobre los Contratos de Compraventa Internacional de Mercaderías (por sus siglas en inglés CISG). Este Comentario ha sido publicado en alemán (6° edición 2013), inglés (4° edición 2016),  español (1° edición 2011, con Edgardo Muñoz), portugués (2014), turco (2015). Actualmente se preparan las versiones en francés, chino mandarín y ruso entre otras.

#### CISG-online.ch (Base de Datos CISG-online)
Hasta su jubilación Schwenzer dirigió la única base de datos completa n los países de habla alemana que contiene la jurisprudencia más relevante sobre la CISG. La base de datos fue fundada en 1995 por Peter Schlechtriem en la Universidad de Friburgo, Alemania. Desde 2002 hasta 2017 fue administrada por la Cátedra de Schwenzer en la Universidad de Basilea.

#### Willem C. Vis International Commercial Arbitration Moot
Desde la primera edición del Willem C. Vis Moot en el año 1994, Schwenzer participa como árbitro en esta cuesta que tiene lugar año con año en Viena y que es considerada la más grande competencia estudiantil de arbitraje. Desde el año 2004, también participa como árbitro en su versión asiática Willem C. Vis East Moot que tiene lugar en Hong Kong. Además de ello,  del año 1995 hasta el 2014 fue sido entrenadora del equipo de la Universidad de Basilea. 

### Model Family Code (Código Modelo de Derecho Familiar)
En el año 2006, Schwenzer escribió, en conjunto con Mariel Dimsey, una ley modelo de derecho familiar, llamada Model Family Code. La base de esta ley modelo es un estudio comparado de derecho familiar en los sistemas jurídicos de Europa, Norteamérica y Oceanía. La característica principal de esta ley modelo es su completa inclusión de normas generales, lo que significa una ventaja frente a los continuos cambios legislativos en los códigos familiares internos. Además el Model Family Code permite una implementación flexible de valores culturales dentro del sistema legal a efecto de adaptarse a las respectivas realidades del derecho familiar. 

### SiLS - Swiss International Law School
Schwenzer es la Decana de la Swiss International Law School (SiLS), una universidad basada en la web y ofriciendo programmas de LL.M.

## Publicaciones y Obras dirigidas
Conforme a la lista de publicaciones de Schwenzer (vigente hasta febrero de 2017), Schwenzer ha publicado 17 monografías, ha dirigido y editado más de 40 obras, y escrito más de 200 artículos en revistas científicas y contribuciones en obras colectivas.

## Selección de Membresías y Cargos
- Desde 2016 Miembro Facultativo Fundador de la International Dispute Resolution Academy
- Desde 2015 Miembro del American Law Institute
- Desde 2014 Miembro de la junta directiva de la International Academy of Commercial and Consumer Law
- Desde 2013 Miembro de la junta de la German Society of International Law
- Desde 2011 Presidente del Consejo Consultivo del CISG (CISG Advisory Council)
- Desde 2011 Miembro de la junta de la International Law Association, Swiss Branch
- Desde 2010 Miembro del European Law Institute
- Desde 2010 Miembro del Academic Council of the Institute of Transnational Arbitration
- 2004 - 2012 Vicepresidente de la Junta de la German Jurists Association
- Desde 2001 Miembro del Expert Group of the Commission on European Family Law
- Desde 2000 Miembro de la International Academy of Comparative Law
- 1999 - 2005 Miembro de la junta de la Association of Lecturers in Private Law (Zivilrechtslehrervereinigung)
- 1993 - 2006 Miembro de la junta del Swiss Institute of Comparative Law

Para una lista completa de las membresías ver: https://www.ingeborgschwenzer.com/memberships

## Reconocimientos
- 2011 Law Career Achievement Award of the Arab Society for Commercial and Maritime Law